# Alexandrine-Marie-Agathe Gavaudan-Ducamel
Pour les articles homonymes, voir Gavaudan.
Alexandrine-Marie-Agathe Ducamel, épouse Gavaudan, dite Madame Gavaudan, née le 15 septembre 1781 à Paris et morte le 24 juin 1850 à Passy est une artiste lyrique française, une des grandes chanteuses de l'Opéra-Comique.

## Biographie
Alexandrine-Marie-Agathe Ducamel est la fille de François Pierre Ducamel et de Agathe Marguerite Legendre.
À quatorze ans et demi, elle est atteinte de la variole et son visage reste légèrement marqué.
En 1798, Alexandrine-Marie-Agathe Ducamel épouse le ténor de la salle Favart, Jean-Baptiste Gavaudan et ils ont deux enfants, dont Agathe Alexandrine, cantatrice,.
Madame Gavaudan débute le 23 mai 1798 au théâtre Favart dans Euphrasine et Coradin. Elle tient d'abord l'emploi des jeunes Dugazons. Elle joue dans Les Événements imprévus, L'Ami de la Maison, Le Diable à quatre, L'Amant jaloux, Jean de Paris, Joconde, Jeannot et Colin, Le Petit Chaperon rouge, Le Frère Philippe, etc. Elle conquiert avec rapidité une position brillante au théâtre Favart. Son talent varié lui permet d'aborder les rôles de soubrettes, les rôles à corset, les pages, les garçons villageois, les dames de la halle et celle de la haute société ou les ingénuités; On la compare à Mademoiselle Mars.
Elle suit son mari à Bruxelles et chante à La Monnaie, qu'il dirige, en 1817. Elle se retire de la scène en 1822 après une dernière représentation à bénéfice ,.
Elle se retire à Passy et fréquente le salon d'Anne-Gabrielle Orfila, née Lesueur, l'épouse du Docteur Orfila, qui se réunit au vieux théâtre du Ranelagh dans le jardin du même nom et joue de temps en temps la comédie dans ce petit théâtre.

## Création

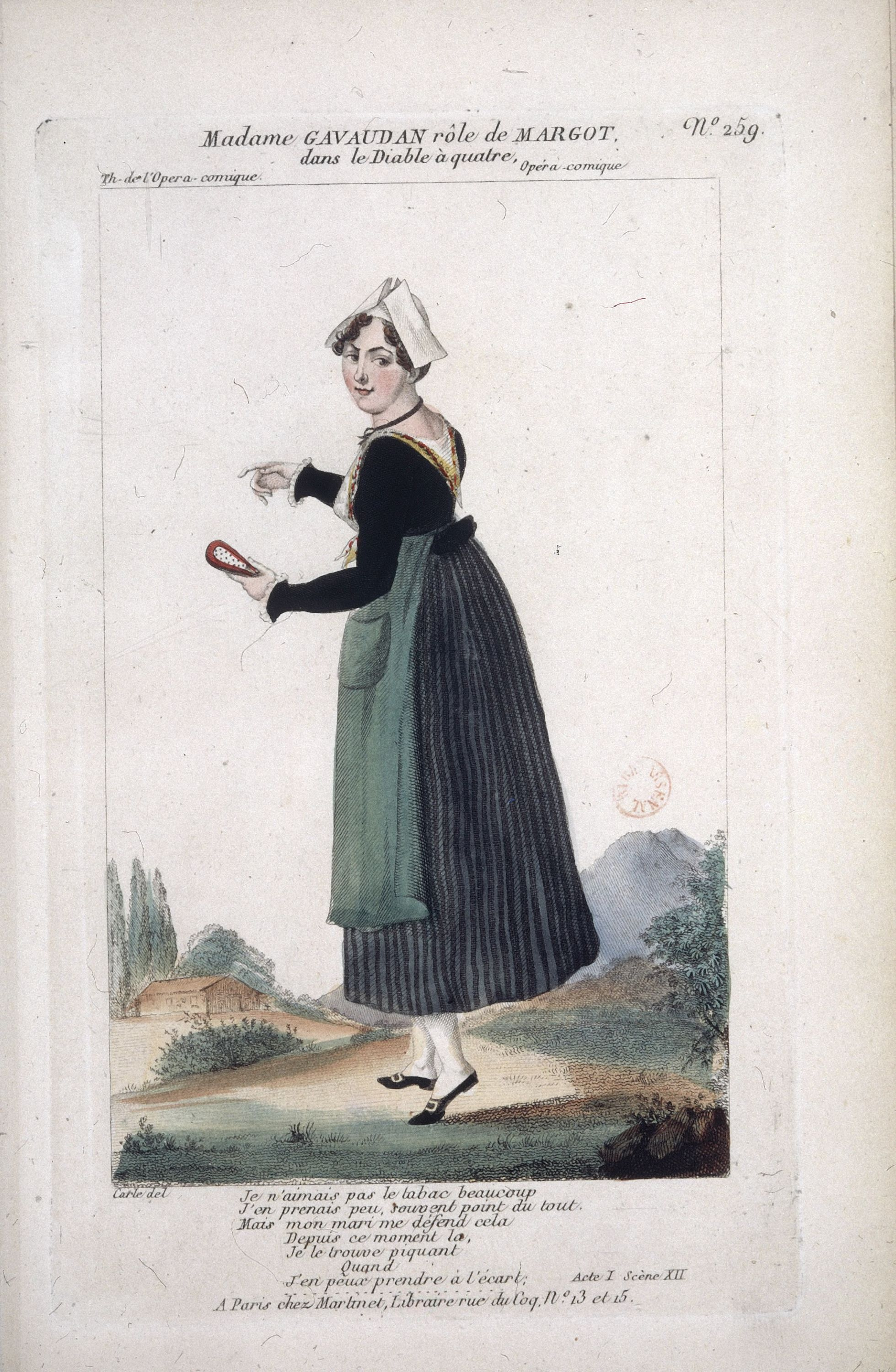
Le diable à quatre, opéra-comique, costume de Madame Gavaudan

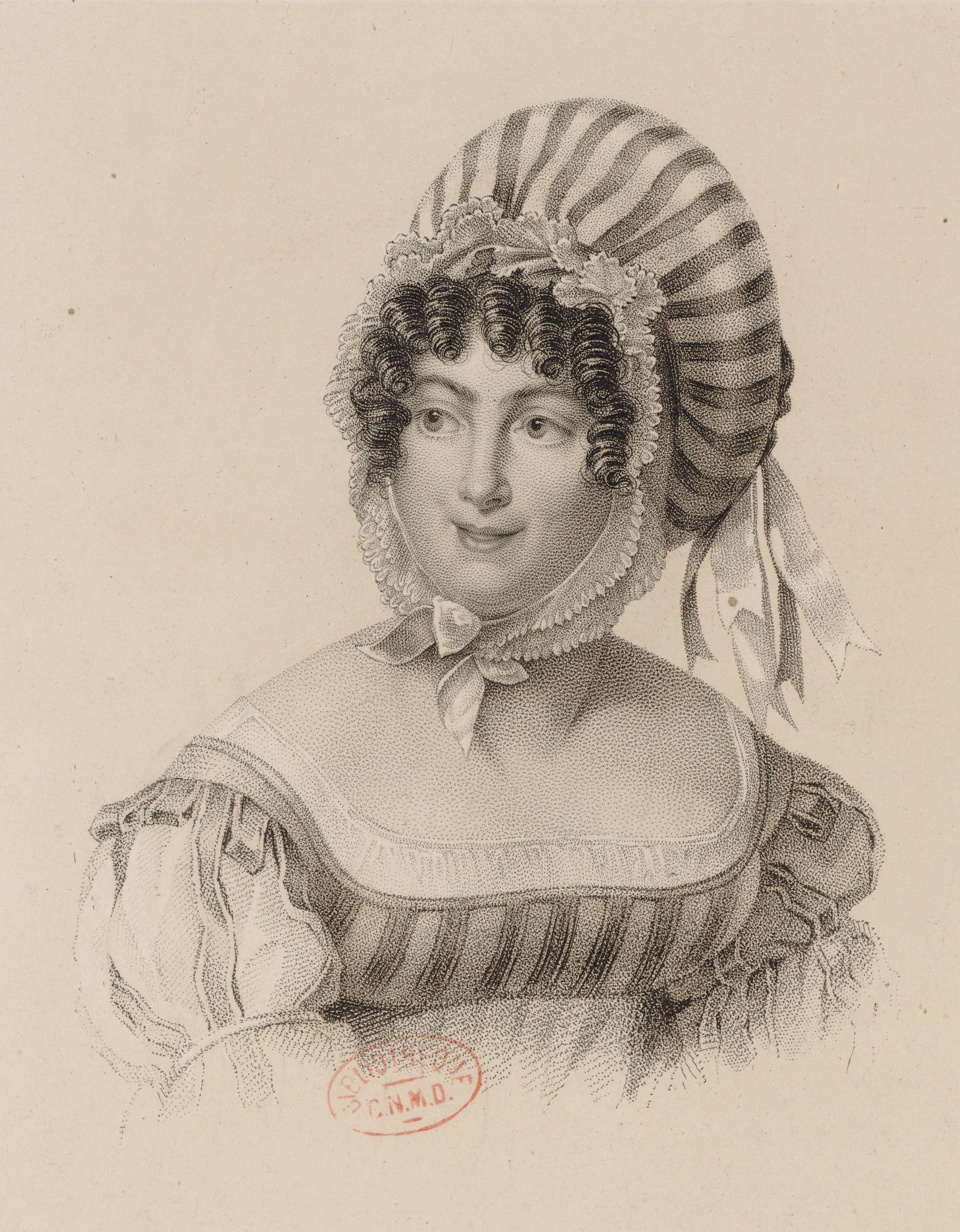
Madame Gavaudan dans Joconde de Nicolas Isouard

- 1798  : Le rendez-vous supposé, ou Le souper de famille, rôle d'Auguste[11]
- 1800 : Le Calife de Bagdad, rôle de Zétulbé.
- 1803 : Ma tante Aurore, rôle de Julie.
- 1806  : Les maris garçons[12].
- 1807 : Joseph, rôle de Benjamin[13],[14].
- 1809 : Françoise de Foix[15], rôle du page.
- 1809 : Le diable à quatre ou la femme acariâtre[16], rôle de Margot[17],[18].
- 1811 : Le magicien sans magie[19], rôle de Fanchette[20].
- 1812 : Azémia ou Les Sauvages de Nicolas Dalayrac[21], rôle d'Azémia[22].
- 1812 : Jean de Paris[23], rôle d'Olivier[24],[25].
- 1813 : Les deux jaloux[26], rôle de Fanchette[27].
- 1814 : Joconde, ou les Coureurs d'aventures[note 2], rôle de Jeannette[28].
- 1816 : L'Inconnu, ou le Coup d'épée viager[29].
- 1818 : La Fenêtre secrète[30], rôle de Sanchette[31].
- 1818 : Le Chaperon rouge, rôle de Rose d'Amour[32].
- 1819 : Les Rivaux de Village ou La Cruche cassée, rôle travesti de Paulin[33],[34].